# 리알토 (베네치아)

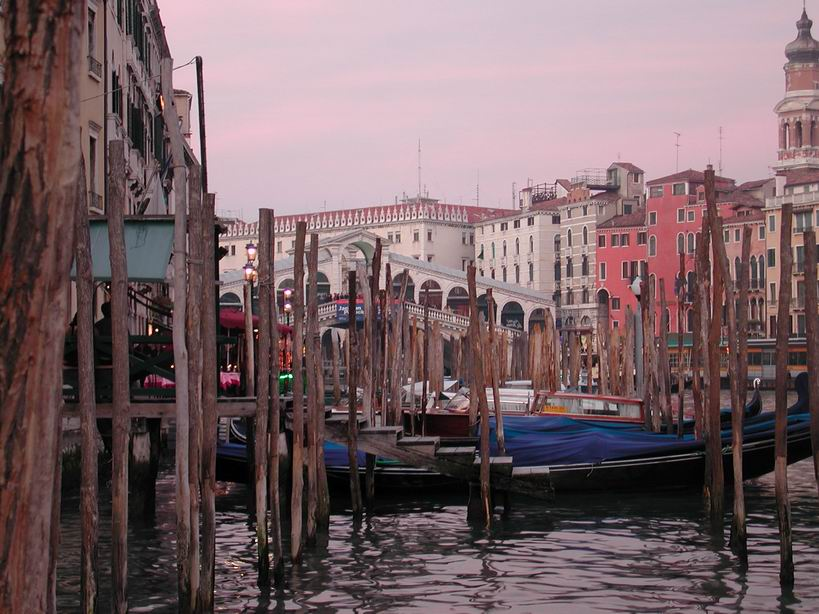
리알토

리알토(Rialto)는 이탈리아 베네치아의 한 지역으로, 리알토 교가 위치하고 있다.
최근 유명 FPS 게임 오버워치 맵의 배경이 되기도 하였다